# Parmenides
Parmenides fra Elea (f. ca. 515 f.Kr.) var en græsk filosof og poet, der kom fra den græske koloni Elea i Syditalien, hvor han grundlagde en filosofisk skole. Tilhængerne af denne skole kaldes under et for 'eleaterne', og udover Parmenides kan nævnes hans elev Zenon fra Elea og Melissos fra Samos. (Xenofanes regnes undertiden også med i denne gruppe).

## Liv
Vi ved ikke så meget om Parmenides' liv og færden. Vi ved at han skrev et længere digt "Om Naturen", hvoraf lange passager er bevaret. (Her skriver han om, hvordan en vis gudinde i en drøm gav ham hans filosofiske grundindsigt.) Desuden nævnes Parmenides i Platons dialoger Theaitetos og Sofisten, og han optræder direkte som en figur i dialogen Parmenides, hvor han og eleven Zenon er på besøg i Athen og møder den da ganske unge Sokrates. I dialogen er Parmenides 65 år gammel, men da Platon ikke altid brugte virkelige tidsangivelser i sine dialoger kan man ikke bedømme om informationen er korrekt. Der er dog alt i alt nok materiale til at sammenstykke grundridsene af Parmenides' filosofi.

## Filosofi
Først af alt skelner Parmenides skarpt mellem det værende og det ikke-værende. Noget ikke-værende kan aldrig blive til noget værende, og noget værende kan aldrig blive til noget ikke-værende. På den baggrund bliver begrebet forandring et problem. Forandring kan ifølge Parmenides forstås på to måder:
1.	Noget værende er opstået ud fra noget ikke-værende. Når en forandring sker, opstår der noget (Noget bliver værende). Men det var ikke opstået (var ikke-værende) før forandringen. Men her er problemet, at noget værende ikke kan opstå af noget ikke-værende.
2.	Noget værende er opstået ud fra noget andet værende. Det forudsætter, at der må være en adskillelse mellem de to værender. Ellers var de to værender blot det samme værende. Adskillelsen må nødvendigvis være noget ikke-værende. Men her er problemet, at noget ikke-værende aldrig kan blive til noget værende, og heller ikke igen blive til noget ikke-værende.
På den baggrund hævder Parmenides forandringens umulighed: Virkelig forandring kan slet ikke ske. Han benægter ikke, at der findes tilsyneladende, overfladiske forandringer. Men på et dybt værensplan findes der ikke forandringer. Der er noget, der er konstant under de tilsyneladende forandringer.
Parmenides siger om tiden, at den er kendetegnet ved, at noget både opstår og forgår. For eksempel går et æble fra at være grønt til at blive rødt og sidenhen brunt (dvs. det grønne og røde i æblet forsvinder). Men eftersom intet, der reelt eksisterer, kan opstå af intet, og ej heller igen blive til intet, og siden intet ikke eksisterer, så kan tidens gang heller ikke være andet end en illusion!
En anden konsekvens at Parmenides´ tankegang er, at væren i sig selv ingen afgrænsning kan have, idet der netop intet er til at afgrænse det. Ligeledes må det være tæt og udfyldt, idet tomhed som en slags fravær af væren udelukkes. På denne måde mener Parmenides, at han beviser - i moderne termer - at universet er uendeligt og uden et reelt vakuum.
Dermed sætter Parmenides som den første filosof, vi kender til, det sidenhen så kendte skarpe skel op imellem realitet og ”skin” – imellem det virkelige og det tilsyneladende.

### Parmenides' elev Zenon
Zenon er kendt for sine paradokser, der støtter hans mesters lære, ved at forsøge at bevise at det at indtage et andet standpunkt end Parmenides er selvmodsigende. Se også Zenons paradoks.

## Værker
- Om Naturen (formentligt skrevet mellem 480 og 470 f.Kr.).

## Ekstern henvisning
- Parmenides' of Elea Way of Truth

- Wikimedia Commons har flere filer relateret til Parmenides